# Dyer, Arkansas
Dyer là một thành phố thuộc quận Crawford, tiểu bang Arkansas, Hoa Kỳ. Năm 2010, dân số của thành phố này là 876 người.

## Dân số
- Dân số năm 2000: 585 người.
- Dân số năm 2010: 876 người.